# Noszkay Ödön
Noszkay Ödön (Érsekújvár, 1881. november 18. – Érsekújvár, 1948. augusztus 21.) gimnáziumi tanár, történész.

## Élete

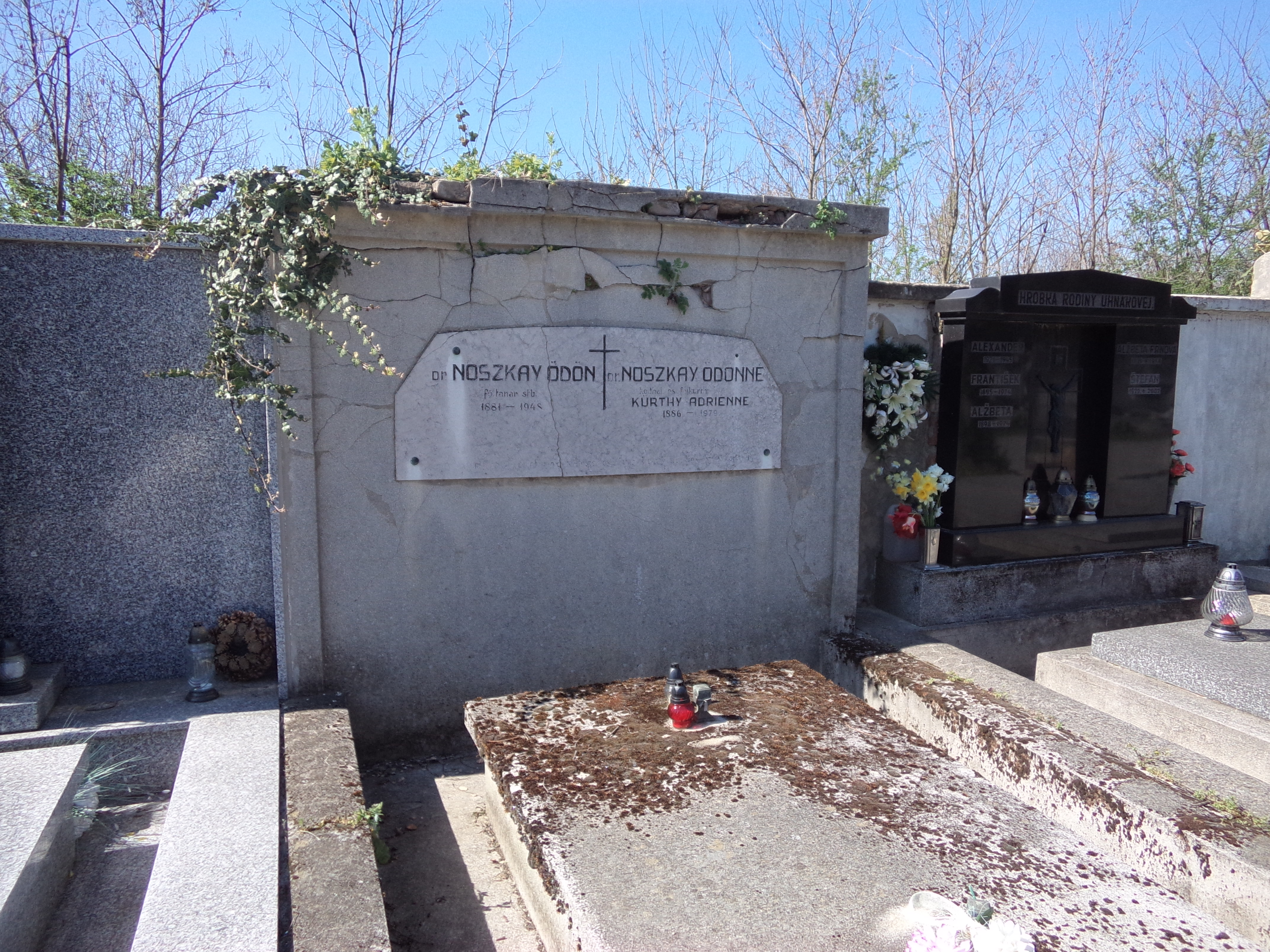
Sírja Érsekújvárott

Szülei Noszkay János (1845–?) szűcs mester, kocsmáros és Egry Julianna. Unokaöccse Noszkay Aurél orvos.
Érsekújvárott érettségizett, majd a Budapesti Tudományegyetemen és a Berlini Egyetemen tanult. 1903-ban Budapesten doktorált, 1905-ben pedig latin–történelem szakos tanári oklevelet szerzett. 1905–1940 között, nyugdíjazásáig az érsekújvári római katolikus gimnáziumban tanított. A helyi irodalmi rendezvények előadója.
Tanítványa volt Szőke Béla régész. A Tábortűz című folyóiratban jelentek meg írásai.

## Művei
- 1903 Oláh Miklós levelezésének művelődéstörténeti vonatkozásai. Érsekújvár
- 1904 Oláh Miklós levelezése a németalföldi humanistákkal. Érsekújvári Főgimnázium Értesítője 1903/4.
- 1906 A hűbérrendszer megalakulása. Érsekújvári Főgimnázium Értesítője 1905/6.
- 1938 A magyar katolicizmus. In: Magyarok Csehszlovákiában 1918–1938. Budapest (újraközölve más címmel, 1993)
- 1939 Érsekújvár. In: A visszatért Felvidék adattára. Budapest